# 나츠다카라!
여름이니까!(일본어: 夏ダカラ! 나츠 다카라![*])는 Buono!의 통산 12번째 싱글이다. 2011년 7월 20일 발매했다. 유통사는 Zetima다.

## 개요
- Zetima 이적 후 2번째 싱글.

## 수록곡
1. 여름이니까!(夏ダカラ!)
(작사：미우라 요시코　작곡：이마이 치히로　편곡：이시자키 히카루)
MMORPG《Forsaken World》캠페인송
멤버  스즈키 아이리의 랩이 독보이는 곡이다.
2. Ice Mermaid
(작사：스즈키 미호　작곡：야나기사와 히데키　편곡：다하라 신고　플러스 어레인지：다케가미 요시나리)
3. 여름이니까!(夏ダカラ!) (Instrumental)